# NBA 1991./92.
NBA 1991./1992. je bila 46. po redu sezona sjevernoameričke profesionalne košarkaške lige.
U finalnoj seriji doigravanja prvaci Istočne konferencije Chicago Bullsi su omjerom 4:2 pobijedili prvake Zapadne konferencije Portland Trail Blazerse i obranili naslov prvaka, osvojivši ukupno drugi naslov u povijesti. Momčad Orlando Magic se od ove sezone vratila u Istočnu konferenciju, divizija Atlantic, gdje će nastupati do sezone 2003./04.

## Poredak po divizijama na kraju regularnog dijela sezone
| Atlantic (Istok)    | Atlantic (Istok) | Atlantic (Istok) | Central (Istok)         | Central (Istok) | Central (Istok) | Midwest (Zapad)        | Midwest (Zapad) | Midwest (Zapad) | Pacific (Zapad)            | Pacific (Zapad) | Pacific (Zapad) |
| ------------------- | ---------------- | ---------------- | ----------------------- | --------------- | --------------- | ---------------------- | --------------- | --------------- | -------------------------- | --------------- | --------------- |
| Momčad              | Pob              | Por              | Momčad                  | Pob             | Por             | Momčad                 | Pob             | Por             | Momčad                     | Pob             | Por             |
| Boston Celtics (d)  | 51               | 31               | Chicago Bulls (d)       | 67              | 15              | Utah Jazz (d)          | 55              | 27              | Portland Trail Blazers (d) | 57              | 25              |
| New York Knicks (d) | 51               | 31               | Cleveland Cavaliers (d) | 57              | 25              | San Antonio Spurs (d)  | 47              | 35              | Golden State Warriors (d)  | 55              | 27              |
| New Jersey Nets (d) | 40               | 42               | Detroit Pistons (d)     | 48              | 34              | Houston Rockets        | 42              | 40              | Phoenix Suns (d)           | 53              | 29              |
| Miami Heat (d)      | 38               | 44               | Indiana Pacers (d)      | 40              | 42              | Denver Nuggets         | 24              | 58              | Seattle SuperSonics (d)    | 47              | 35              |
| Philadelphia 76ers  | 35               | 47               | Atlanta Hawks           | 38              | 44              | Dallas Mavericks       | 22              | 60              | Los Angeles Clippers (d)   | 45              | 37              |
| Washington Bullets  | 25               | 57               | Charlotte Hornets       | 31              | 51              | Minnesota Timberwolves | 15              | 67              | Los Angeles Lakers (d)     | 43              | 39              |
| Orlando Magic       | 21               | 61               | Milwaukee Bucks         | 31              | 51              | *                      | *               | *               | Sacramento Kings           | 29              | 53              |

Napomena: (d) - ušli u doigravanje, Pob - pobjede, Por - porazi

## Doigravanje
| Istočna konferencija           | Omjer      |            |
| Prva runda                     | Prva runda | Prva runda |
| ------------------------------ | ---------- | ---------- |
| Chicago (1) - Miami (8)        | 3:0        |            |
| New York (4) - Detroit (5)     | 3:2        |            |
| Cleveland (3) - New Jersey (6) | 3:1        |            |
| Boston (2) - Indiana (7)       | 3:0        |            |
| Konferencijska polufinala      |            |            |
| Chicago (1) - New York (4)     | 4:3        |            |
| Boston (2) - Cleveland (3)     | 3:4        |            |
| Konferencijsko finale          |            |            |
| Chicago (1) - Cleveland (3)    | 4:2        |            |

| Zapadna konferencija           | Omjer      |            |
| Prva runda                     | Prva runda | Prva runda |
| ------------------------------ | ---------- | ---------- |
| Portland (1) - L.A. Lakers (8) | 3:1        |            |
| Phoenix (4) - San Antonio (5)  | 3:0        |            |
| Golden State (3) - Seattle (6) | 1:3        |            |
| Utah (2) - L.A. Clippers (7)   | 3:2        |            |
| Konferencijska polufinala      |            |            |
| Portland (1) - Phoenix (4)     | 4:1        |            |
| Utah (2) - Seattle (6)         | 4:1        |            |
| Konferencijsko finale          |            |            |
| Portland (1) - Utah (2)        | 4:2        |            |

Napomena: u zagradi je plasman unutar konferencije

## Finalna serija
| Utakmica                   | Omjer |
| -------------------------- | ----- |
| Chicago (I) - Portland (Z) | 4:2   |

Napomena: (I) - pobjednik Istočne konferencije, (Z) - pobjednik Zapadne konferencije

## Nagrade za sezonu 1991./92.
| Nagrada            | Osvajač        | Momčad                |
| ------------------ | -------------- | --------------------- |
| Najkorisniji igrač | Michael Jordan | Chicago Bulls         |
| Novajlija godine   | Larry Johnson  | Charlotte Hornets     |
| Trener godine      | Don Nelson     | Golden State Warriors |